# Cantón de Beaufort-sur-Doron
El cantón de Beaufort-sur-Doron (en francés canton de Beaufort-sur-Doron) era una división administrativa francesa, que estaba situada en el departamento de Saboya y la región de Ródano-Alpes.

## Composición
El cantón estaba formado por cuatro comunas:
- Beaufort
- Hauteluce
- Queige
- Villard-sur-Doron

## Supresión del cantón
En aplicación del decreto nº 2014-272 del 27 de febrero de 2014, el cantón de Beaufort-sur-Doron fue suprimido el 1 de abril de 2015 y sus 4 comunas pasaron a formar parte del nuevo cantón de Ugine.